# Az ókori Róma helyőrségi csapatai
A magában az ókori Róma városában állomásozó csapatokat a következő egységekre szokás osztani: Cohortes praetoriae, cohortes urbanae, cohortes vigilum, valamint a helyőrség idegen csapatai, az auxiliárisok.

## Cohortes praetoriae
Cohors praetoria már a római köztársaság korában előfordult a fővezér testőrsége, illetve a praetorium őrségének szerepében. Ez azonban nem a köztársaság legelejétől volt így, hiszen a Róma fennállásának első századaiban alkalmazott polgári hadsereg egyik lényeges eleme, hogy a fővezérnek nem ad testőrséget. Amikor a fővezér először testőrséget kapott, annak tagjai a socii tagjai közül kerültek ki.
Változást a numantiai háború hozott, amelynek vezetését i. e. 134-ben vette át ifjabb Scipio Africanus. A helyzet nehézsége abban állt, hogy a legnehezebb feladat nem az ellenséggel szemben várt rá, hanem az elvadult, rendetlen római sereget kellett rendbe szednie, s erre a célra feltétlenül megbízható, hűséges és engedelmes csapatra volt szüksége. A senatus külön engedélyével egy mintegy 4000 főből álló önkéntes csapatot toborzott, amelynek jó részét a socii állította ki, emellett barátaiból és clienseiből mintegy 500 főnyi polgári sereget alakított. Ez az eredete a fővezéri testőrség későbbi formájának, amely a socii által addig kiállított pedites et equites extraordinarii helyébe lépett, s a neve: cohors praetoria vagy cohors amicorum. Ettől kezdve minden tartományi kormányzónak megengedték, hogy ilyen csapatot toborozzon a polgárok közül, amely csapat létszáma 500 fő lehetett.
A következő változás az első triumvirátus korában volt. A philippi csata után (i. e. 42) Marcus Antonius és Octavianus újjászervezték hadseregüket. Az elbocsátás előtt álló, ám tovább szolgálni akaró mintegy 8000 főnyi legénységből cohortes praetoriaet alakítottak. 
Ettől kezdve tehát lényegesen különböznek a cohorsok a cohors amicorumtól. Az utóbbi is megvolt a császárok korában, a császári ház férfi tagjainak udvartartásában, a császár környezetében a comites Augusti felelnek meg nekik. Ez utóbbiak rendszerint a senatori rendű, magasabb rangú férfiak közül kerültek ki, egyszerű lovagrendű személy ritkán jutott be soraik közé. Ők képezték a császár szűkebb tanácsát és végezték a császár bizalmasabb jellegű megbízásait. Rendes fizetést kaptak, amelynek nagyságáról egyetlen forrásunk van: Suetonius írja Tiberiusról, hogy kísérete két fizetési osztályba tartozott, a 600 000 és a 400 000 sestertius fizetésűbe, azt azonban nem tudjuk, hogy ezt a fizetést mettől meddig terjedő időre kapták. 
Augustus tehát a cohors praetoriaet készen kapta, s miután a fővezér a császár lett, kinek állandó székhelye Rómában van, természetes volt, hogy ezek a csapatok is odakerültek. 
A cohorsok parancsnoka maga a császár lett, akinek nevében i. e. 2 óta a lovagrendű praefecti praetorio parancsnokolnak, de csupán helyettesként. Általában ketten voltak, néha csak egy, ám Commodus után néha hárman is betöltötték ezt a tisztet. 
A testőrség kilenc cohorsból állt, Augustus korában ebből három állomásozott Rómában, a többi Itáliának azokon a helyein, ahol az uralkodó meg szokott fordulni. A cohorsokat Tiberius egyesítette, felépítve számukra a castra praetoriát. Mint a későbbi történelmi eseményekből kitűnt, ezzel az egyesülésükkel nyerték veszedelmes jelentőségüket.
Claudius 12-re, Vitellius 16-ra emelte cohorsaik számát, Vespasianus azonban ismét kilencre redukálta számukat. Traianus már tízet kapott, de hogy ki bővítette eggyel a cohorsokat, nem tudjuk, annyi bizonyos, hogy nem ő. Feltehetőleg Nagy Konstantin oszlatta fel a csapatokat.
Felépítésük: Cohortes miliaria equitatae, 10 centuriával és 10 turmával, az egyes cohorsok parancsnoka tribunus volt. Augustus a köztársaság kori szellemnek megfelelően önkéntesekből toboroztatta őket, később azonban létszámukat a legiókból egészítették ki. Zsoldjuk az egyszerű legionáruis zsoldjának kétszerese, szolgálati idejül 16 év volt. A praefecti praetorio alárndeltjei a statores Augusti voltak, akik egy több centuriából álló numerus statorum praetorianumot képeztek. Már a köztársaság korában is előfordultak az apparitores magistratuum között, a császárság korában kizárólag a császár belső szolgálatára rendelték őket. Rangban a cohortes urbanae és a cohortes vigillum közt álltak.

## Cohors
Augustus császár (Kr. e. 27-Kr. u. 14), amellett, hogy megteremtette az állandó hadsereget, hosszú távra annak szerkezetét is kialakította. A cohorsok és alák ettől kezdve a római birodalom bennszülött, alapvetően nem római jogállású lakosságából sorozott segédcsapatok, úgynevezett auxiliaris erők alakulatai lettek. Csapáserejüket tekintve lehettek ötszázfősek, cohortes quingenariae, de lehettek ezerfősek is, cohortes milliariae. A gyalogos cohorsok lovasokból, equitesből álló erősítést is kaphattak, az ilyen cohors neve cohors equitata volt.
Az auxiliaris cohorsok neve egy sorszámból és egy népnévből állt. A sorszám mindig azt jelezte, hogy a felállítás időpontjában az adott népből egyszerre szervezett cohorsok közül a szóban forgó alakulatot hányadikként hozták létre. A népnév arra a népre (törzsre) utalt, melyből a cohorsot felállították. A cohors neve kitüntető jelzőkkel is kiegészülhetett.
A cohorsok kezdetben többnyire még a legiókkal együtt, közös táborban voltak elkvártélyozva, Claudius császár alatt azonban már külön parancsnokot kaptak, és különálló tábort, auxiliaris castellumot. Közvetlen parancsnokaik lovagrendű római tisztek, az ún. praefecti cohortis lettek. Végső soron azonban a tartományi haderő részét képezték, így főparancsnokuk a helytartó volt.
Claudius császár az auxiliaris katonák szolgálatát és jutalmazási feltételeit is szabályozta. A honesta missio (tisztes elbocsátás) feltétele számukra huszonhat év katonáskodás lett. A honesta missio során az auxiliarisok – így a cohorsokban szolgálók is – jutalomként civitas Romanát (római polgárjogot) és conubiumot (törvényes házasságkötési jogot) kaptak. A szolgálatuk előtt vagy alatt született gyermekeik ugyancsak megkapták a római polgárjogot egészen Antoninus Pius uralkodásáig. Az elbocsátáskor kapott jogokat egy hitelesített okmány, az úgynevezett diploma militaris (katonai diploma) igazolta, melyet az elbocsátott auxiliaris katona, veteranus számára névreszólóan állítottak ki. A római polgárjogot kitüntetésként egyébként már a szolgálat alatt is el lehetett nyerni. Háborúban való helytállás eetén akár az alakulat összes katonája is megkaphatta ezt jutalomként. A római polgárjognak a tartományi lakosság körében való terjedése folytán a 2. században már mind gyakrabban találkozunk cohortes civium Romanorummal is, vagyis olyan cohorsokkal, melyek már római polgárok alakulatai voltak.
Az auxiliairis gyalogosegységek megnevezése mellett a cohors megjelölést változatlanul alkalmazták a legió ötszáz fős taktikai egységeinek megnevezésére is.

## Cohortes Urbanae
Szintén Augustus szervezte őket, s Tiberius korában épültek be végleg Róma államszervezetébe. Szoros kapcsolatban álltak a cohortes praetoriaeval és számozásuk is azonénak folytatása: nem cohors I. Urbana, hanem cohors X. Urbana. Eredetileg három ilyen cohirs volt, Caligula halála táján keletkezett a negyedik (XIII. sorszámmal), amelynek székhelye Lugdunum volt; Claudius szervezte Ostia számára a XIV., Puteoli számára az XV. sorszámút. Nero haláláig keletkeztek még a XVI-XVIII. sorszámúak. Vitellius mindet eltörölte, s csupán az Augustus-féle hármat hagyta meg Rómában, s egyet Lugdunumban. Ezekhez Vespasianus csatolt még egyet, cohors I. Urbana Flavia néven, amelynek állomáshelye feltehetőleg Karthágó volt. s a 3. században állomást cserélt a Lugdunumival. Rómában a 4. században még megvannak. 
Laktanyájuk Rómában a forum suariumon volt. Az egyes cohorsok létszáma 1000 ember, parancsnoka a cohorsnak tribunus, az egésznek a senatori rendű praefectus urbi. Zsoldjuk a legionáriusokéhoz képest valamivel nagyobb, szolgálati idejük ugyanannyi volt.

## Cohortes vigilum
Augustus alapításai, aki 6-ban tűzoltóságként szervezte őket, egyúttal rendőrségi szerepet is osztva rájuk. Lovagrendi parancsnokuk a praefectus vigilum volt. Annyiban volt kapcsolatuk a rendes haderővel, hogy tisztjeik és altisztjeik átléphettek a legiókba és a cohortes urbanae, valamint a praetoriae kötelékébe. Katonai céljuk nem volt, s nem is feltétlenül polgárokból toborozták őket, sok volt közöttük ugyanis a felszabadított, köztük olyanok is, akik jogállásukat tekintve csupán az ún. Latini Iuniani kategóriájába tartoztak. 24-ben a lex Visellia hat évi, később egy senatus consultum három évi szolgálat után polgárjogot adott a tagjainak, akik ennek elnyerésével léphettek át a fentemlített csapatokba. Összesen hét cohors vigilum volt, mindegyik két-két városi régióra vigyázott, s mindkettőben őrséget (excubitorium) tartott. Cohortes miliariae s talán equitatae is volt. Minden cohors hét centuriára oszlott, amelyek parancsnokai tribunusok voltak. A praefectus vigilumnak volt subpraefectusa. A vigilek cohorsai a Severus-korban már rendes katonai alakulatok voltak.

## A helyőrség idegen csapatai
A fentebb már említett csapatokon kívül peregrinus csapatok is állomásoztak Rómában, ezek a következők voltak:

### Germani vagy Batavi
Már Actiumnál található egy csapat Octavianus seregében Calagurritani néven, amelyet tehát Hispaniából soroztak. Ennek a helyét foglalja el később a Germani vagy Batavi. A birodalom területén élő népek közül valóak voltak, feladatuk a császári család mellett való szolgálattétel. A feliratos emlékek mindig collegium Germanorum néven említik őket, de az ókori szerzők numerus, cohors és manus néven egyaránt. A familiae és a collegia servorum mintájára decuriákba tagozódtak, s nem csupán gyalogosok, hanem lovasok is vannak köztük. Galba a csapatot megszüntette, s csak Caracalla alatt találkozunk vele ismét.

### Equites singulares Augusti vagy Impearatoris
Feltehetőleg a Galba által megszüntetett Germani helyét foglalták el, különösen Traianus korától említik gyakran őket. A singularis cím egyébként már régebben is előfordult, mint:
1. katonai rang olyan segédtisztnek a címe, amilyen minden magasabb rangú parancsnok mellett van, például singularis consularis, singularis legati stb.
2. mint válogatott tartományi csapat, amelynek tagjait a különféle csapatokból válogatták össze, s mivel ilyen módon keletkeztek, nem lehetett őket egy nemzetiségről sem elnevezni, így a csapatot alae et cohortes singulariumnak hívták.
Mint a testőrség része fordultak elő nem csak a császári udvarban, hanem tartományi helytartók, valamint a praefectus praetorium mellett is. Utóbbiaknak megfelel a tribunus vigilum mellett a secutores. 
Főparancsnokuk a praefectus praetorio volt. Eleinte két szakaszra osztva a castra priora és a castra nova Severianában állomásoztak, élükön egy-egy tribunus állt. A 3. században egy numerusban egyesítették őket, amelynek közvetlen parancsnoka praepositus volt.

## Frumentarii
Rómában állomásozott egy numerus frumentariorum, amelyet a különböző legiókból odavezényelt legénység alkotott. A legiokban altiszti rangjuk volt: principales. Nevük eredete nem ismert. A császárkorban futárszolgálatot teljesítettek, s ennek megfelelően lovasok voltak. Egy részük Ostiában és Puteoliban is állomásozott, legalábbis egy ideig. Szolgálatuk az egész birodalomra volt szervezve, s ez a magyarázata annak, hogy némely tartományban olyan legio frumentariusának maradt emléke, amely legio ott sohasem állomásozott. Valószínűleg Hadrianus szervezte, és rendőri szolgálatra is felhasználták őket. 
Táboruk a castra peregrina a Mons Caelius mellett volt. Erről a táborról kapta a nevét parancsnokuk: princeps (castrorum) peregrinorum, kinek alárendeltjei voltak a subprinceps és az optio. Ugyanebben a táborban állomásoztak a centuriones deputati és supernumerarii is, vagyis a vezényeltek és a létszámfelettiek.

## Haditengerész-szakasz
A fentiek mellett egy kisebb haditengerész-szakasz is állomásozott Rómában, legalábbis Commodust követően. Közönséges katonai szolgálaton kívül az volt a feladatuk, hogy részt vegyenek a naumachiában, és az amfiteátrumban a ponyvafedelet kifeszítsék.